# Luis María Mora
Luis María Mora Laverde, conocido dentro del círculo de intelectuales en el que se movía como ‘‘Moratín’’, (Bogotá, 28 de marzo de 1867 - Fontibón, 4 de octubre de 1936) fue un escritor, poeta y humanista clásico bogotano que perteneció a la tertulia santafereña de La Gruta Simbólica -de la que es considerado su historiador, por haber escrito Los Contertulios de la Gruta Simbólica- en donde se codeaba con poetas como Julio Flórez y Clímaco Soto Borda, sus representantes más destacados. Se doctoró en Filosofía y Letras en el Colegio Mayor del Rosario y es reconocido por ser el compositor de la letra del himno de esta institución. Académico de la lengua, defendió la tradición romántica en las letras castellanas y el por qué del seguimiento de la tradición greco-romana en su escritura. Fue fundador de la Revista Colombiana.

## Biografía
Nació en Bogotá, en el barrio El Carmen, en una casa solariega  que quedaba ‘‘en el cruzamiento de la carrera 5a con la calle 7a, número 71’’, donde nació también su padre y sus tías. Descendía de una rica familia de hacendados y comerciantes, con veta poética, por el lado materno y de militares -también médicos y abogados- poco adinerados por línea paterna. 
Fue el primero de seis hijos, fruto del matrimonio entre Aurelio Mora y Betsabé Laverde y Luque, el primero oriundo de Bogotá y la segunda de Subachoque. Su padre, Teniente Coronel, esforzadisimo y de temerario valor, fue descendiente de una larga línea de militares con ‘‘sangre de héroes de la independencia’’, era liberal y militar de la Guardia Colombiana y su madre, descendiente de una familia de pura cepa española, honrada y piadosa de cristianas virtudes, consagrada conservadora, severa y de religiosidad ejemplar. A pesar de las diferencias entre las creencias políticas de sus padres, según cuenta en Croniquillas de mi ciudad, su padre nunca se opuso a las enseñanzas de su madre, sin embargo, el partido conservador era el ‘‘verdadero, oculto y sentido’’ en su hogar, por herencia de su línea materna, Luis María desde entonces abrazaría la causa conservadora en las guerras civiles (la de 1895 y de 1899) que se sucedieron.
De su madre, sus tías y su abuela, Luis María Mora y sus hermanos recibieron una instrucción piadosa de la fe y las prácticas de la virtud, además de una dedicada enseñanza de la lectura por parte de su tía Custodia quien como él, escribía versos, pues era monja. De su padre heredó el gusto por los clásicos románticos y la literatura, pues aunque este no escribía, era fiel devoto de escritores como ‘‘Victor Hugo (Los miserables), Las confidencias  de Lamartine, Las noches de Musset,  Atala de Chateaubriand, Pablo y Virginia, y otros libros de la época romántica’’, obras que a una corta edad ya había leído Luis María. 
La primera escuela a la que atendió fue una de primaria superior, fundada por Rufino Cuervo -en la que había estudiado también su padre-, y regentada por Rómulo Guarín. ‘‘Esta funcionaba en un local situado en el lugar donde más tarde se construyó el hoy desaparecido Teatro Municipal y contiguo al edificio del Observatorio Nacional’’. La clase que más le gustaba era la de Historia Patria, a la que atendió con predilecta atención y la clase de canto, donde interpretaban versos de Rafael Pombo. 
Aunque creció entre el cariño de su madre y el amor por las letras, su infancia transcurrió durante un periodo de ‘‘pobreza franciscana’’, del que se acordaba con amarga nostalgia. Por esto para 1883 comenzó a trabajar en la prensa y luego como cajista en la imprenta de Zalamea Hermanos, para contribuir a mitigar las necesidades de la familia. Durante este tiempo, estudió por su cuenta, leyendo los escritos que pasaban por sus manos, como la obra de Balmes y la gramática de Bello. Una vez pasado este periodo de contingencia, gracias a su padre cursó en 1887 algunas lecciones de francés y castellano, durante un año, en la Facultad de Literatura del Externado. Según una entrevista que dio a la revista Cromos en 1932, su madre se oponía a  que continuara sus estudios en el Externado, ‘‘prefiero, decía, que con tu ignorancia te vayas al cielo, a qué te pierdas con tu ciencia’’. Así que en 1888 ingresó al Colegio del Rosario, del que recibiría el título de colegial en marzo de 1893.
Durante estos tiempos de agitación intelectual entre los estudiantes del Rosario, ‘‘hízose necesario tomar posiciones y determinar el campo en que debían verificarse los diarios y ardorosos debates, y unos cuantos estudiantes fundaron la famosa Sociedad Caldas’’, del que podían ser miembros solamente muchachos que hubieran estudiado las premisas de la lógica. Este era un espacio de debates y producciones intelectuales como trabajos literarios, científicos o históricos, que eran discutidos en cada sesión. En el Colegio, rebatieron y combatieron sin descanso con los profesores -‘‘catedráticos sin adecuada preparación’’- a través de la lógica.
Para esta época, todavía estaba trabajando en la imprenta, actividad que alternaba con constantes visitas a la Biblioteca Nacional donde se encontró con muchas enciclopedias y textos filosóficos que se convirtieron en sus predilectos. Cuando el doctor Rafael María Carrasquilla ‘‘decano de la intelectualidad conservadora’’, en su nueva posición de rector del Colegio Mayor, restaura las constituciones coloniales del colegio, se instaura la Facultad de Filosofía y Letras, de la que recibe el título de doctor Luis María Mora en 1897, bajo el apoyo de Carrasquilla quien lo incentivó a estudiar durante su doctorado, los cursos de latín, castellano de don Andrés Bello, Historia de la Literatura e Historia de la estética. Su trabajo de grado lo llamó Apuntes sobre Balmes, el cual fue muy elogiado desde España y por el Monseñor Carrasquilla. 
En 1895, junto con un compañero del Colegio el Rosario, fundó la Revista Colombiana, con apoyo económico de Miguel Antonio Caro. Esta revista duraría un año, por la falta de recursos económicos. Este año, Mora toma parte activa en la guerra civil de 1895, en calidad de subteniente, conflicto en el que los conservadores estaban divididos entre los históricos y los nacionalistas. Este conflicto culminó con la Batalla de Enciso, en marzo del mismo año. 
En 1898, fue nombrado Secretario de la Asamblea Departamental en Bucaramanga, Santander, donde vivió por un tiempo. Felipe Serpa escribe sobre su paso por la capital santandereana, el 9 de octubre de 1936 en el periódico El Deber: Como este señor vivió en Bucaramanga, cosa que pocos de mis lectores saben, voy a decir unas cuantas palabras sobre su permanencia entre las breñas y los hombres de Santander. Era el año de 1898. Gobernaba santander el doctor Aurelio Mutis… El doctor Mutis quería traer a Santander gente sabia, capaz de mejorar la instrucción pública, de dar lustre a las letras… Con este fin trajo a Bucaramanga, a Luis Maria Mora, quien poco antes se doctoró en el Colegio del Rosario, en Bogotá, en Filosofía y Letras… Se le nombró Secretario de la asamblea departamental, y su firma, que luego fue prestigiosa en los campos del saber, quedó estampada en las Ordenanzas de aquel año…. El doctor Mora ocupó cátedras en las Escuelas normales…. Poco después fue llamado el doctor Mora a Bogotá…

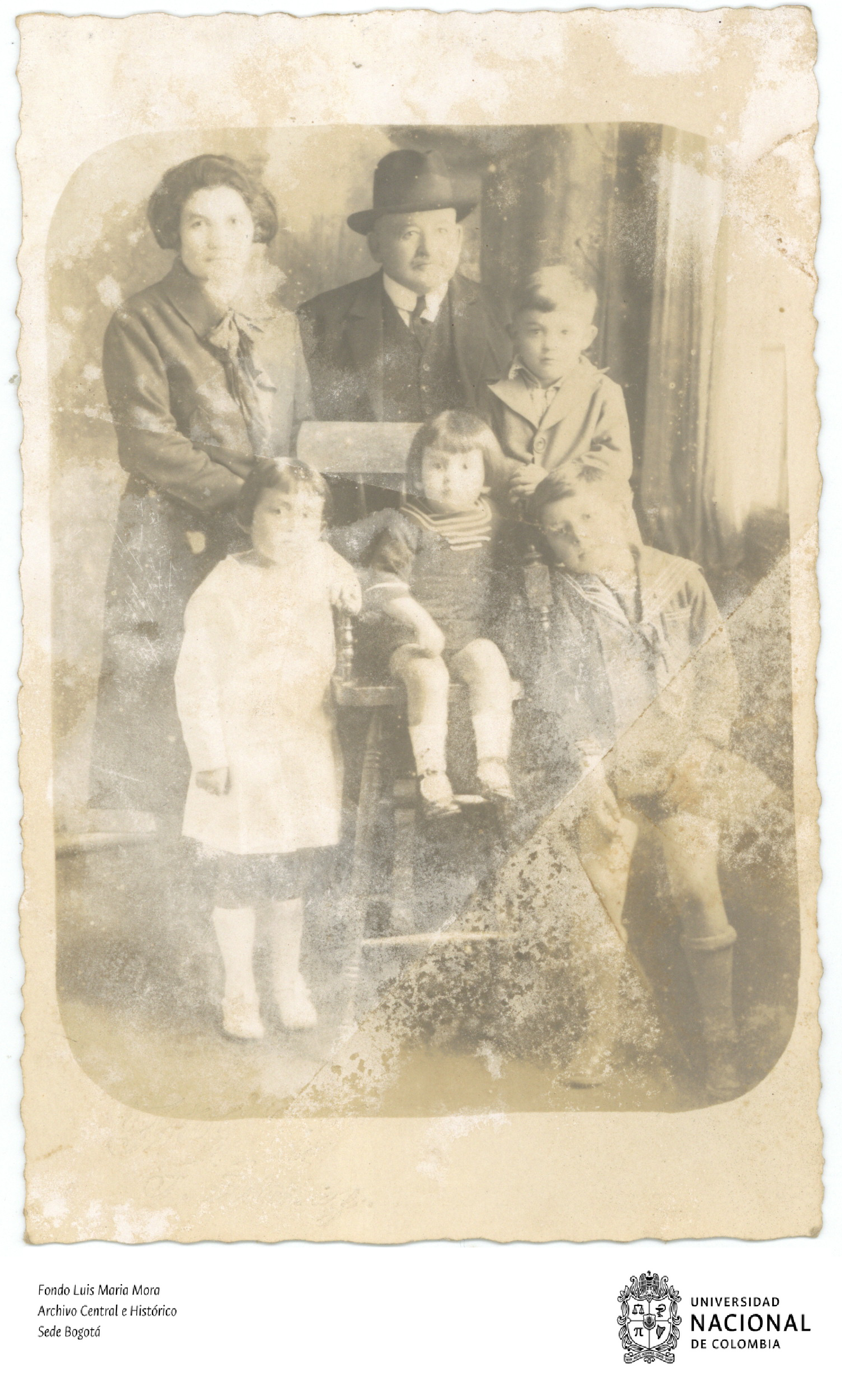
Luis Maria Mora junto a su esposa Maria Elisa y sus cuatro hijos. Foto de su archivo personal, encontrado en el Archivo Central e Histórico de la Universidad Nacional de Colombia.

Para el año 1900, Luis María perteneció a la reconocida tertulia de La Gruta Simbólica, la cual no duró mucho pero tuvo gran impacto gracias a sus notables miembros y producción de sociabilidad intelectual y literaria. Entre estos, destacaban poetas, novelistas, humanistas, ensayistas, todos identificados con el amor a las letras románticas clásicas. Sus miembros fueron tanto liberales como conservadores nacionalistas. Se dice que la Gruta Simbólica tuvo entre 60 y 70 miembros, todos ellos listados en Los Contertulios de la Gruta Simbólica, por Luis María Mora.
Entre 1915 y 1916, conoció a María Elisa Rubio Grillo, con quien después de un intenso romance, de encuentros nocturnos en el Cementerio Central y en el Olympia, y un profuso intercambio de correspondencia, se casaría el 28 de julio de 1917, con la bendición del Monseñor Carrasquilla, en la capilla del Colegio Mayor de Nuestra Señora del Rosario. Con María Elisa tuvo cuatro hijos; Rafael María, María Dolores, José Joaquín y Juan Ángel.
Para 1921 Luis María es electo en la Academia Colombiana de la Lengua y se recibe como miembro de número para el año de 1924, por moción de don José Joaquín Casas; su lugar será desde ese momento la Silla "L" hasta su fallecimiento que luego ocupará Eduardo Santos futuro presidente de Colombia.
También trabajó como catalogador de incunables en la Biblioteca Nacional de Colombia en Bogotá, dirigida entonces por Daniel Samper Ortega, así como en la Escuela Normal de Cundinamarca y en la Dirección de Estadística. En 1927 fue nombrado cónsul en Los Ángeles por el gobierno de Miguel Abadía Méndez. En su época de Cónsul en Los Ángeles, cursó estudios de Filosofía y Letras en la Universidad de California del Sur, de donde se graduó en 1930.
Por muchos años, Luis María fue profesor de las cátedras de latín, lengua castellana, estética, didáctica, historia de la literatura española e historia patria, como se encontró en las libretas de apuntes en las que escribía los discursos para sus clases. Este admirador de los escritos de Caro y de la poesía de Pombo, nunca abandonó el interés por el ejercicio de una buena instrucción pública, por lo que escribió varios artículos sobre educación y la labor de enseñar, además de sus vastos estudios sobre la gramática. Las siguientes fueron algunas de las cátedras e instituciones en las que fue profesor según sus archivos (aunque seguramente fue más largo el tiempo durante el cual enseñó):
- En 1902, fue profesor de Castellano y Latín 2 en el Colegio Mayor de Nuestra Señora del Rosario, bajo la dirección del Monseñor Carrasquilla.

- En 1909, fue profesor de Gramática Superior e Inglés, en la Escuela Normal de Institutores del Departamento de Cundinamarca.
- En 1916, fue profesor de Estética e Historia del arte en la Escuela Nacional de Bellas artes
- En 1921, fue profesor de Gramática de Bello del Colegio Mayor Nuestra Señora del Rosario.
- En 1922, fue profesor de Inglés en la Escuela departamental de artes y oficios para señoritas de Bogotá.
- En 1923, fue profesor de Redacción y Composición en el Colegio departamental de Artes y Oficios para señoritas en Bogotá.
- En 1926, fue profesor de Castellano en la Escuela de Artes y Oficios de Señoritas de Bogotá.

Cuando vuelve con su familia de los Estados Unidos, luego de una larga crisis económica, vendieron su casa de la carrera 14 #99 para pagar deudas adquiridas con el tiempo y lograron comprar una casa en Fontibón. Es allí donde Luis María fallece, bajo los cuidados de su esposa e hijos, luego de pasar por una dolorosa afección en el esófago a causa de un tumor -según los periódicos de la época-, el 4 de octubre de 1936. Sus restos reposan en el Cementerio Central de la capital colombiana.

## Orientación política y religiosa
Luis María adoptó las creencias políticas y religiosas de su madre. Fue un conservador nacionalista entregado a la fe católica y al amor a la patria. Sobre su orientación política, comentó en Croniquillas de mi ciudad, lo siguiente:
Cuando en enero de 1895 yo le manifesté a él que quería  seguir las armas conservadoras contra el movimiento revolucionario de ese año, no se mostró de ninguna manera sorprendido 
-¿Y tus hermanos también son conservadores? me preguntó 
-Sí señor, le respondí 

-Es la obra de tu madre, se limitó a decir por todo comentario
Estaba orgulloso de su raza pura y su honorabilidad, como manifiesta en sus cartas. Y se oponía al mandato de los dirigentes revolucionarios del Partido Laborista en México, sobre lo cual habría de escribir un artículo más adelante; en una carta que le manda a su hermana Ana Adelina, le cuenta que ‘‘asesinaron en México al general Álvaro Obregón… Era un asesino con suerte, como tantos… Los últimos mandatarios de México han muerto de manera trágica, falta Calles, pero no tiene muy segura la vida y ha asesinado a cuatro mil católicos… y todavía nos quejamos del gobierno de Colombia’’. Para 1930, se manifiesta profundamente preocupado por el destino de la patria ante la división entre el partido conservador y la victoria de Enrique Olaya Herrera en las elecciones, sin embargo, escribe en su correspondencia, que lleva en buena estima al nuevo presidente.
A pesar de su entrega al partido conservador, consideraba que este era una agrupación política podrida y que apenas movía el nombre de partido de ideas, cuando se vuelve cónsul en Los Ángeles en representación de Colombia, manifiesta en correspondencia con su hermano Gilberto, que ‘‘el dolor de la Patria ausente es algo que nunca se aleja del corazón, tanto más cuanto yo salí de allá huyendo de la persecución de amigos y enemigos’’, por lo que se entiende que estaba en disputa con sus copartidarios de quienes consideraba se comportaban para con él con una crueldad y persecución sin límites. 

También era un hombre de alta moral católica y estudiaba temas como la ‘‘crisis del matrimonio’’ y el divorcio, entre los artículos que escribía. Sobre la educación femenina, consideraba que en Estados Unidos se había perdido el pudor, como demuestra su correspondencia con Luis A. Medina en 1929: 
‘‘Con respecto a la educación de su niña yo me atrevo a decirle una cosa: la mejor educación es la de Bogotá. Si usted viera como nosotros la catástrofe de la educación femenil aquí; a los dieciocho años las mujeres son libres, completamente libres; pero desde antes el novio viene por ellas a la casa de noche y vuelven a la hora que les parece. El hogar desapareció en los Estados Unidos….. Bien quisieran los americanos volver a las viejas y tradicionales costumbres religiosas y puras; pero tal cosa es imposible. El pudor… es completamente desconocido en esta tierra… La instrucción por otra parte es tan deficiente, que apenas sirve para hacer obreras’’

## Nombramientos
La siguiente lista consta de la mayoría de los nombramientos que recibió el escritor durante su vida (algunos de los cuales tomarían efecto bajo la aceptación del escritor, sobre lo cual no hay certeza para el caso de todos los nombramientos que se encontraron en el Archivo Central e Histórico de la Universidad Nacional de Colombia):
- En 1896, por decreto del 18 de abril del mismo año, el poder ejecutivo le nombra Oficial escribiente de la Sección 1° del Ministerio de Gobierno.
- En 1897, por decreto del 19 de abril del mismo año, el poder ejecutivo le nombra Oficial 1° de la sección 1° del Ministerio de Gobierno.
- En 1898, la Secretaria de Instrucción Pública en nombre del señor Gobernador, por decreto N° 7, de fecha del 15 de febrero de los corrientes, le nombra Profesor de Francés en el Colegio La Merced, en interinidad.
- El 23 de mayo de 1898, en Bucaramanga, Santander, le designan Secretario de la asamblea departamental
- El 12 de mayo de 1899, en la ciudad de Bogotá, se le designa Secretario del Comité Electoral Nacionalista del Departamento de Cundinamarca
- El 16 de febrero de 1901 el Ministerio del Tesoro, por medio del decreto N° 192 del 14 de febrero de los corrientes, es nombrado Oficial Auxiliar del Fiscal, en la Comisión de suministros, empréstitos y expropiaciones.
- El 28 de mayo de 1902, la Consiliatura del Colegio Mayor de Nuestra Señora del Rosario, presidida por Rafael María Carrasquilla, lo nombra Catedrático para las asignaturas de Castellano y Latín 2.
- El 24 de junio de 1903, la Secretaría de la Cámara de Representantes, le nombró Relator de la Cámara.
- El 24 de junio de 1905, por decreto N°669 la Secretaría General del Departamento de Quesada le nombra Director de Instrucción Pública.
- El 1 de febrero de 1909, la Superintendencia de Instrucción Pública en la Circunscripción Escolar de Facatativá, le nombra Profesor de Gramática Superior e Inglés de la Escuela Normal de Institutores del Departamento.
- El 14 de enero de 1910, en Facatativá lo nombran Director de la Escuela Normal de Institutores de esta ciudad.
- El 1° de mayo de 1914, en Bogotá, es nombrado Oficial Escribiente Supernumerario de la Secretaría de la Corporación.
- El 14 de febrero de 1916, por decreto N° 232, es designado como Profesor de estética e historia del arte en la Escuela Nacional de Bellas Artes.
- El 21 de octubre de 1918, por decreto N° 1699, le nombran Jefe de la Sección Central del Correo Urbano de Bogotá.
- El 23 de febrero de 1921, por orden de la Consiliatura, le nombran profesor de Gramática de Bello del Colegio Mayor.
- El 25 de febrero de 1921, el doctor Miguel Abadía Méndez, por decreto N° 264, le nombró Inspector de Instrucción Pública secundaria y profesional.
- El 22 de febrero de 1922, por decreto N° 18, le nombran Profesor de Inglés, curso primero, en la Escuela departamental de artes y oficios para señoritas de Bogotá, durante la licencia de sesenta días.
- El 4 de abril de 1922, por decreto N° 433, le nombran Interventor Fiscal del Trayecto de vía férrea entre Zipaquirá y Nemocón.
- El 21 de abril de 1922, por decreto N° 526, le nombra Revisor Fiscal del trayecto de vía férrea entre Zipaquirá y Nemocón.
- El 4 de agosto de 1922, por decreto N° 1097, le nombran Subdirector de la Facultad de Ciencias Agronómicas y Escuela Nacional de Veterinaria en la ciudad de Bogotá.
- El 21 de marzo de 1923, el Gobernador del departamento, por decreto N° 25, le nombra Profesor de Redacción y Composición del Colegio departamental de Artes y Oficios para señoritas en Bogotá.
- El 4 de febrero de 1926, por decreto N° 6, le nombran Profesor de Castellano en la Escuela de Artes y Oficios de Señoritas de Bogotá.
- El 15 de diciembre de 1933, por decreto N° 2063, es nombrado Catalogador principal de manuscritos y libros raros y curiosos de la Biblioteca Nacional.

Entre otras cosas, Mora también fue designado Cónsul de Colombia en Los Ángeles por el gobierno de Miguel Abadía Méndez, en el periodo de 1927 a 1931.

## Estadía en Los Ángeles
Luis María llegó con su familia a Los Ángeles en julio de 1927. En Los Ángeles, Luis María se establece al sur de Hollywood, allí queda encantando con sus playas sonoras y el 25 de mayo de 1930 le escribe a Roberto Ramírez lo siguiente: ‘‘con sus montes, sus aves a millares, sus valles y sus frutas exquisitas. No te puedes imaginar tampoco los hallazgos que hacen aquí al cuerpo consular, el cual goza de toda clase de consideraciones. Pero he tenido que luchar mucho con el idioma.. La casita en que yo vivo queda al norte de la ciudad y al sur de Hollywood, en una avenida encantadora, no muy concurrida…. En esta ciudad permaneceré mientras esté el doctor Abadía…’’. 

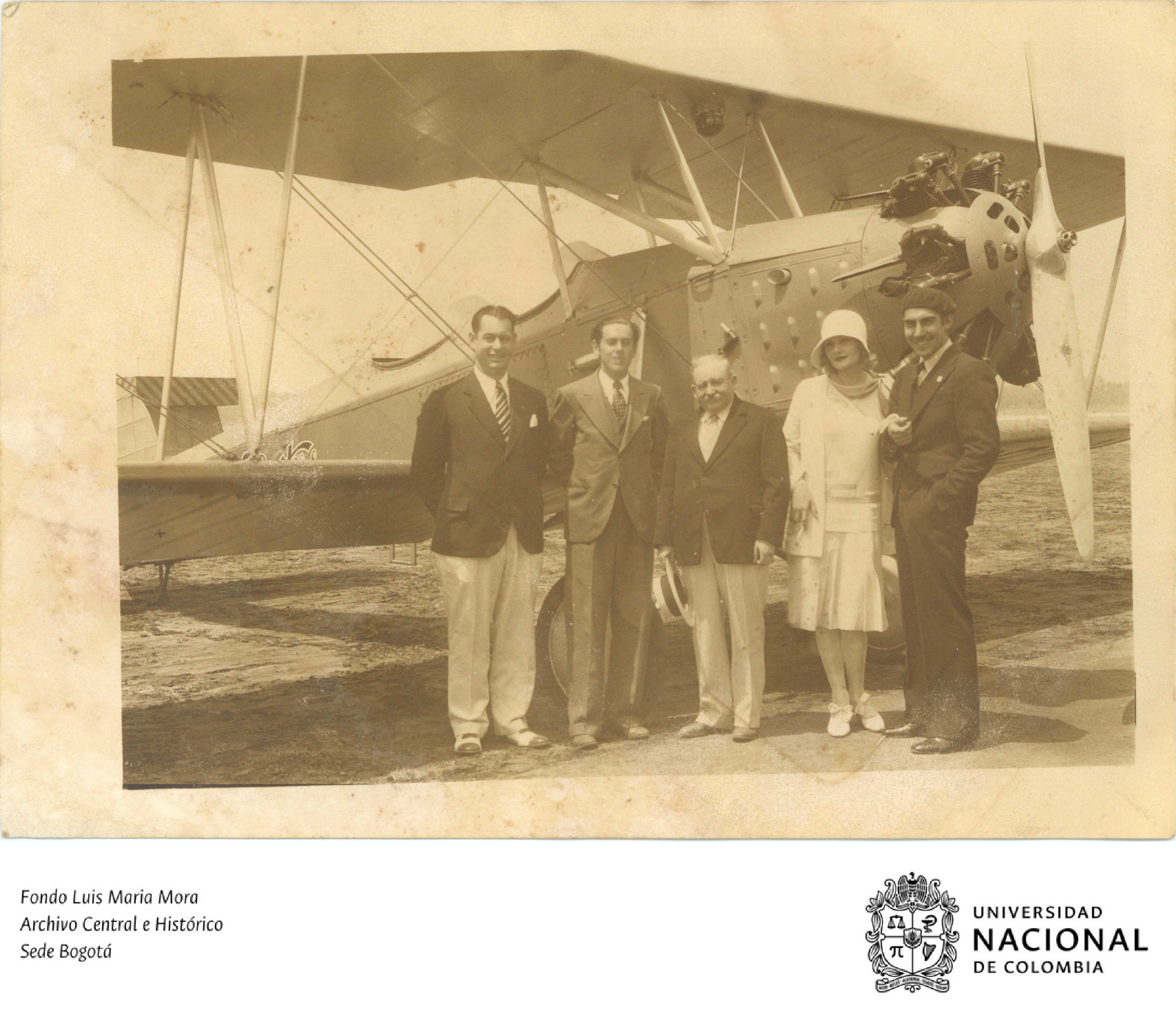
Luis María Mora, junto a colegas en Los Ángeles frente a una avioneta. Foto de su archivo personal, encontrada en el Archivo Central e Histórico de la Universidad Nacional de Colombia

En 1929, escribe su Gramática Castellana, para ayudar a promoverla en la ciudad de Bogotá como texto infaltable para la educación juvenil, su hermana Ana Adelina (quien se movía en círculos de pedagogía pues también era profesora) y Francisco Ruiz le ayudan a hacer los trámites correspondientes para su impresión y distribución con la librería Camacho Roldán. Hace un contrato con Germán Arciniegas para la impresión de las copias de su gramática así dice Luis María que: 
‘‘él se compromete a hacerme quinientos ejemplares de la gramática en un buen papel…yo le pagaria 500 pesos, en tres contados, así: una parte al principiar de los trabajos, una en la mitad de la impresión y otra al fin’’. 
En la Universidad de California del Sur, dictó varias conferencias gracias a su título de profesor del Colegio del Rosario y su diploma de académico. Sin embargo, los recortes de sueldo le obligan a presentar su renuncia al gobierno y el 1 de julio de 1931 se devuelve con su familia para Bogotá, a su casa de la Cra. 14 #99. 

En una carta del 1 de diciembre de 1931 que le escribe a Enrique Olaya Herrera, Luis María resume su paso por los Estados Unidos así: 
‘‘En los Estados Unidos, sin descuidar los deberes de mi empleo, estudié con tesón la instrucción pública, por haberme decidido toda la vida a este ramo, y puse especial atención a la instrucción primaria, sobre todo a sus escuelas, materia sobre la cual dicté una conferencia en el Teatro Colón, hace poco y envié a S. E. un ejemplar impreso de ella. Publiqué también, durante mi permanencia en ese país, una gramática de la lengua castellana, ya que, el ser académico de la lengua, me daba especial autoridad para ello, e intensifiqué mi estudio de la lengua inglesa, con el objeto de entender el conocimiento de ella en Colombia… Tengo familia, carezco de recursos para sostenerla y no tengo ocupación… me dirijo a S.E., en solicitud de algún medio de emplear mis conocimientos, con certificados plenos de competencia.  ’’

## Obra
Como autor y prosista, escribió obras críticas, didácticas y de temas históricos y literarios, como por ejemplo: Notas historiales sobre Facatativá (1909), Monumento a Núñez (1914), Cuestiones actuales de instrucción pública (1914), "Gramática castellana, según el espíritu de don Andrés Bello", "Croniquillas de mi ciudad" este último uno de sus libros más conocidos. Fundó la revista Colombiana con la colaboración de una cantidad importante de intelectuales de su generación.
Luis María se decidió muy temprano por dedicarse a la vía de la Instrucción Pública. Así mismo, muchos de sus escritos giran en torno a esta temática, pero también produjo muchos ensayos literarios y filosóficos. Su primera publicación, según una entrevista publicada en Cromos en 1932, fue un artículo sobre literatura, en ‘‘El Telegrama’’, periódico de Jerónimo Argáez. En esta misma entrevista, Mora menciona que su publicación favorita había sido hasta el momento El Alma Nacional, libro de temática patriótica, que era otra de sus temáticas predilectas. 
Algunos de sus borradores de conferencias o discursos los firmaba con la frase He Dicho o con las iniciales L.D. que significa Laus Deo y es una expresión latina que según la definición de Oxford Languages, significa ‘alabado sea Dios’ y suele encontrarse escrita al final de códices y libros; también se emplea como fórmula de salutación religiosa al entrar en una casa y, sobre todo, en instituciones religiosas.
Fue un gran conocedor de los modelos griegos y sus Apuntes sobre Balmes (Bogotá, 1897) fueron elogiados por Joan Maragall en sus Opúsculos, y también de otras eminentes personalidades de Europa y América recibió su autor honrosos conceptos por la severa erudición y gran acopio de doctrina de esta su laureada tesis de grado.
Asimismo, Ramón Zapata, alumno de Moratín, nos cuenta de la amistad y admiración que le profesaba, Luis María, al rector del Colegio Mayor del Rosario el sacerdote Carrasquilla escribiendo el Esbozo biográfico del doctor Rafael María Carrasquilla: "En 1915 con ocasión de las Bodas de Plata del Rector del Colegio, publicó un interesante boceto biográfico de Monseñor Rafael María Carrasquilla, en el cual analiza no sólo la obra de este insigne educador y orador sagrado, sino, igualmente, el Claustro fundado por Fray Cristóbal de Torres en 1653."
Entre sus obras publicadas están:
- Apuntes sobre Balmes (1897)
- Notas historiales sobre Facatativá (1909)
- Monumento a Nuñez (1914)
- Cuestiones actuales de Instrucción Pública (1914)
- El Alma Nacional (1922)
- Gramática Castellana, según el espíritu de don Andrés Bello (1929)
- Conferencia: Las escuelas primarias en EEUU (1931)
- Los contertulios de la Gruta Simbólica (1936)
- Croniquillas de mi ciudad (1936)
- Los maestros de Principios de Siglo (1938)

También escribió numerosos artículos para periódicos a lo largo de su vida, entre estos algunas de las temáticas fueron: La crisis del matrimonio, Un helenista del renacimiento, Escritos sobre Horacio, Educación americana, Los hombres prácticos, Monseñor Carrasquilla, El rector del Colegio el Rosario, Los Bachués, Escuela Normal Central de Institutores, entre otras cosas.
Su única obra poética fue Arpa de cinco cuerdas, publicada en Roma en 1929, con su destacado poema "A un ánfora antigua", en donde se presenta su colección de poesías de estilo clásico romántico.

## Apuntes sobre Moratín
El poeta antioqueño Rogelio Echavarría en su libro "Quién es quién en la poesía colombiana" dice lo siguiente de Moratín o de "José del Río", otro de los seudónimos que utilizó el escritor santafereño: Era un verdadero cachaco bogotano, que pasaba de la Biblioteca Nacional o de una estirada reunión social a jugar en un campo de tejo, con gentileza y desparpajo. "Era un humanista amigo de humanizarse en alegres francachelas. Por trastiendas y cafetines se daba a la bohemia bien rociada de licores nacionales". No de otra manera - agrega Fabio Peñarete - se podía ser íntimo amigo y compañero de parrandas y cuchufletas de Clímaco Soto Borda y Julio Flórez. Mora fue el verdadero memorialista historiador de La Gruta Simbólica, sobre cuyos contertulios escribió el quinto libro de sus "Croniquillas de mi ciudad".
Fabio Peñarate narra la siguiente anécdota: "Moratín fue un as en nuestro autóctono juego del tejo ... varios amigos marchan a uno de sus numerosos piqueteaderos favoritos, tal vez a "La Gata Golosa" ... Se acuerda una partida de tejo. Le toca la "mano" o salida a Moratín, que cogiendo el tejo y apuntando con el ojo medio cerrado, da los tres pasos y lanza el artefacto que, preciso y retumbante, pum! hace "moñona". Y ante el suspenso que suscita la descomunal jugada, pleno de alegre y maliciosa altanería, el deportista se vuelve a los espectadores y a sus amigos y contrincantes, y alzando los hombros les dice: - Y también sé griego!" o "- Pues han de saber ustedes que además de esto yo sé griego! -"

## Retrato moral y físico de Moratín

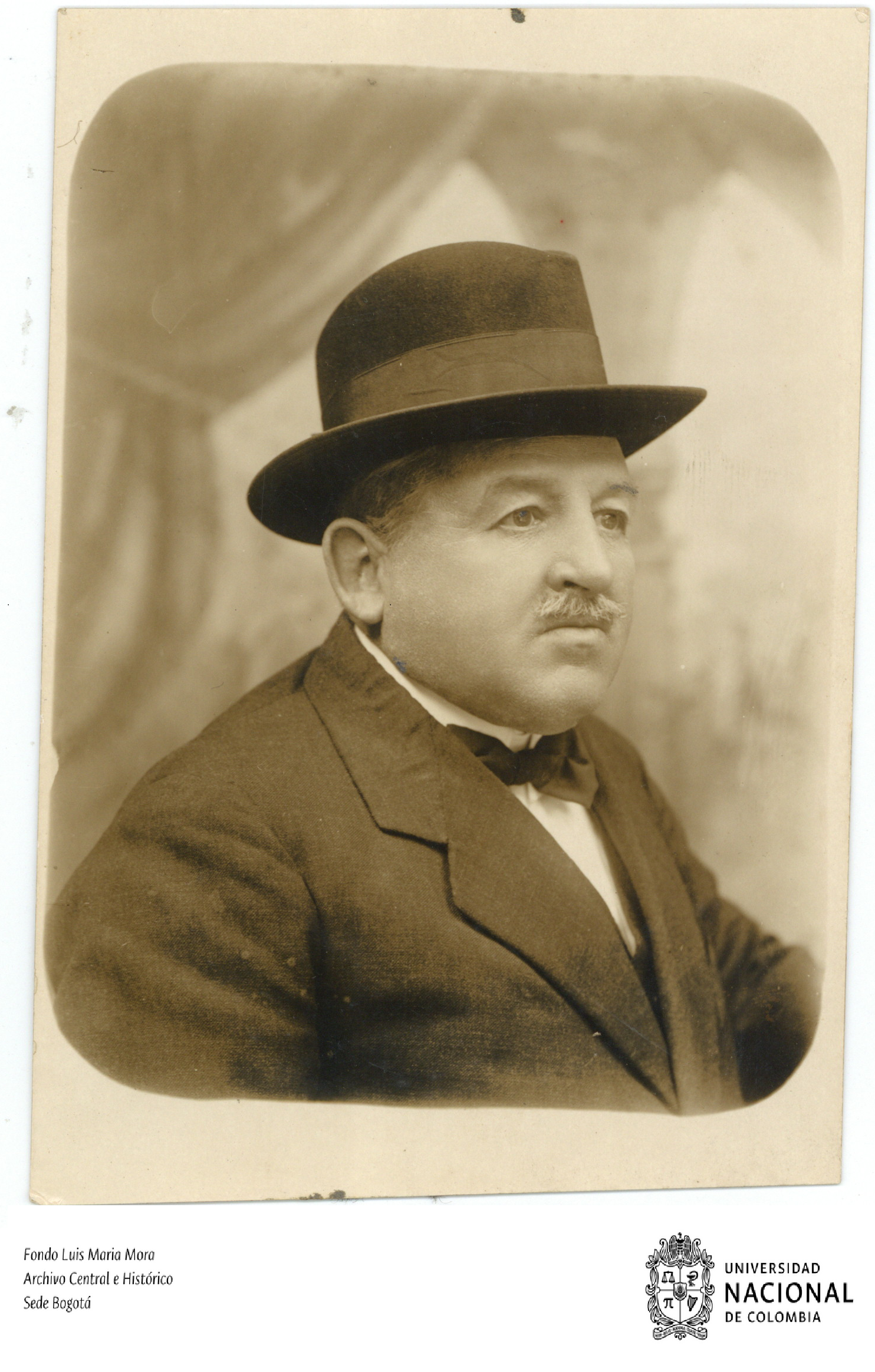
Retrato de Luis María Mora de su archivo personal, encontrado en el Archivo Central e Histórico de la Universidad Nacional de Colombia.

Con insuperable maestría el doctor José Joaquín Casas nos legó la etopeya o retrato moral del doctor Mora, con estas palabras pronunciadas en la Academia de la Lengua:
"Dotado de agudísimo ingenio, bogotano de pura cepa, de profundo talento, de imaginación risueña y variada como una huerta sabanera, formado en la recta disciplina y taller de fortaleza de la filosofía escolástica, en el trato directo y familiar de los maestros griegos y latinos, nutrido con la lectura diurna y nocturna de nuestros clásicos, erudito conocedor de varias lenguas modernas y de sus respectivas literaturas, profesor de didáctica y de filología, estilista de acerada pluma que ha hecho del bien hablar segunda naturaleza, y en quien van iguales la corrección y la soltura, polemista de mucho nervio y muy fogueado en las lides del periodismo, el señor Mora es, además de otras cosas fundamentales, un filósofo y un literato de verdad, todo un humanista, digno de ser vuestro colega.
Su personalidad política y literaria no ha resultado como formación allegadiza de circunstancias y oportunidades, sino que es obra suya, muy deliberada y consciente, ejecutada, eso sí, dentro de atmósfera muy propicia y bajo muy favorables influjos: Fortes creantur fórtibus.
La escuela filosófica a que pertenece, a la que tanto se calumnia de estrecha, formulista y autoritaria, lejos de encadenar ha estimulado el libre vuelo de su espíritu.
(...) Publicista de conciencia y artista delicado, estima el oficio de la pluma no como pasatiempo baladí o medio de especulación lucrativa, sino como grave ministerio, lleno de responsabilidades, que se ha de ejercer sólo en servicio de Dios y de la patria, y en forma propia de tales asuntos..."
También Daniel Samper Ortega con motivo del fallecimiento del ilustre académico -Luis María Mora o Luis de Moratín- nos dejó esta descripción física y moral del autor de Croniquillas de Mi Ciudad: "En la Biblioteca Nacional... podrán faltar en lo sucesivo la nívea cabeza del doctor Mora, sus vivaces ojillos claros, su curiosa figura de alquimista medioeval: pero él sigue habitando allí; sólo que ha cambiado de empleo... Hasta hace pocos meses, todavía el doctor Mora ponía a disposición de todos sus vastos conocimientos por medio de la palabra, que se le atropellaba en los labios cuando, a influjos de la vehemencia, se expresaba agitando su rubicunda faz y el ya blanco bigote... él es quien informa a los curiosos respecto del valor e historia de los incunables; él quien suministra datos sobre los poetas de la "Gruta Simbólica"; él quien resuelve muchas veces alguna duda gramatical..."

## Distinciones
- El 15 de enero de 1911 es convertido en Socio Honorario de la Sociedad ‘‘Miguel Antonio Caro’’
- El 16 de julio de 1911, la Academia de la Poesía Colombiana, lo elige como Académico correspondiente.
- El 2 de enero de 1914, lo nombran como orador en representación de la junta organizadora de los festejos patrios del barrio de las aguas
- El 26 de abril de 1922 es distinguido con la calidad de Socio de la Asociación de Cronistas de Bogotá
- El 6 de julio de 1924 es nombrado con individuo perteneciente a la Academia Colombiana y de la Real Academia Española

De la Universidad de California del Sur, le confieren a Luis María,  en reconocimiento de su distinguido servicio para con las relaciones internacionales, el título de Doctor en Servicio Extranjero (Foreign Service), el 7 de junio de 1930. 

## Notoriedad

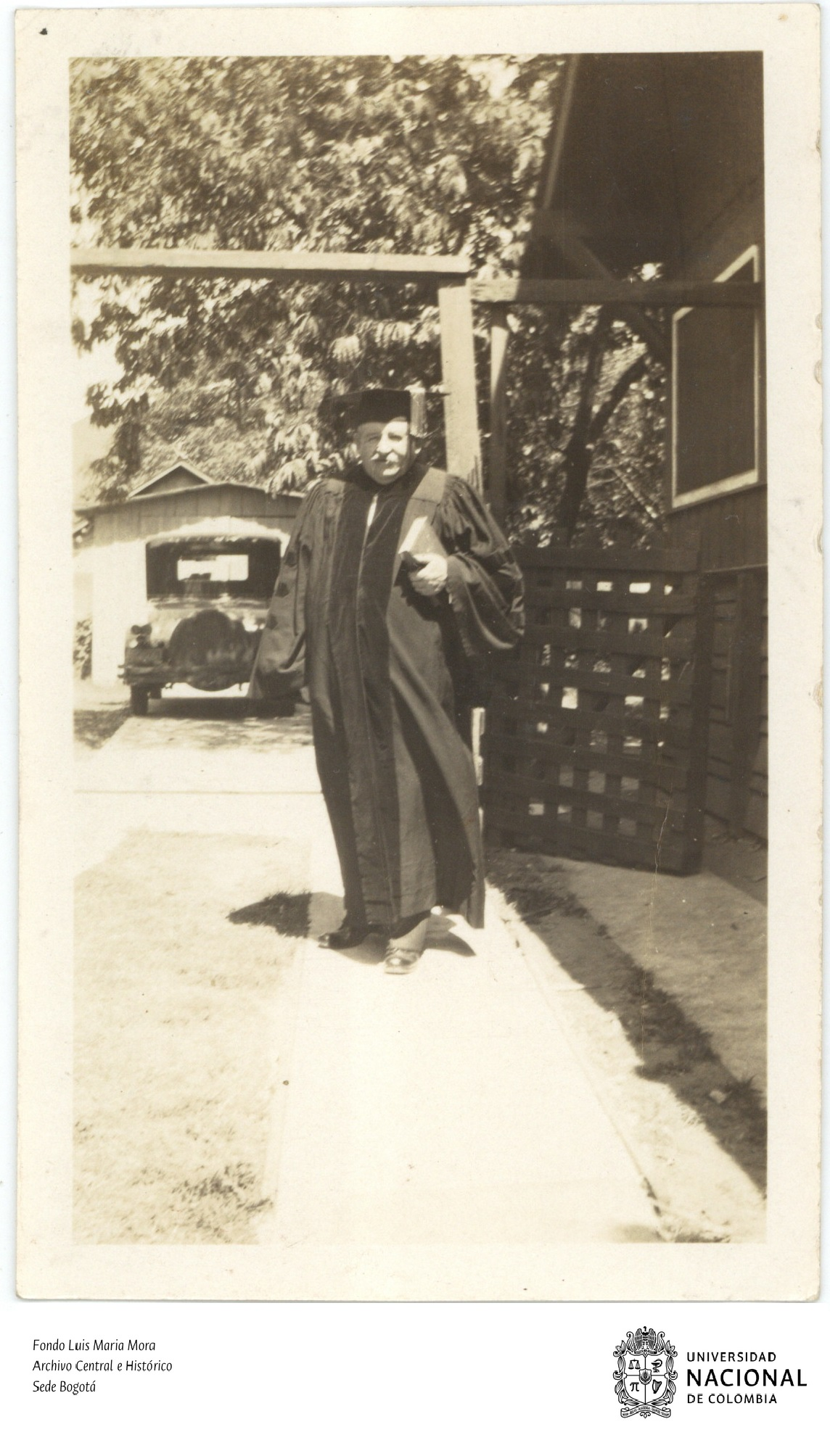
Luis María Mora en Los Ángeles, con su toga y birrete de graduado de la Universidad de California del Sur en 1930.

Luis María Mora fue un académico excepcional de su época. Días previos a su muerte, ya se seguía con ansiedad en la prensa la grave agonía ‘‘del hombre pequeñito, de alma grande, que había logrado ganar la consideración pública a fuerza de simpatía y de talento’’ y se destacaban todos los logros que había conquistado para Colombia el escritor romántico. 

Según El Siglo, con Luis María Mora se fue el último recuerdo de la cultura bogotana, un helenista noble que por sus méritos inconfundibles, había causado en la prensa y entre sus congéneres, el sentir de un vacío difícil de llenar en las letras colombianas. El 7 de octubre de 1936, Julián Motta Salas, en nombre de la Academia Colombiana de la Lengua, pronunció en su sepelio lo siguiente: ‘‘con Mora va terminando la que podemos llamar edad de oro de nuestras letras: la que creó en la mente portentosa de Caro un pensamiento que corre a las parejas con el de Bello…’’. Este hombre recordado como pobre pero arrogante, dado a la risa y a la anécdota pero también de disciplinas severas, catador de libros, de conocimientos sólidos, poeta, catedrático fue honrado en su memoria por la Gobernación de Cundinamarca. El 6 de octubre de 1936:  
‘‘Considerando: Que ayer falleció el doctor Luis Maria Mora; Que el doctor Mora prestó a la república, pero especialmente a Cundinamarca, importantes servicios en el ramo de la educación pública, ya como catedrático de varias asignaturas, ya como autor de varias obras didácticas; Que el finado contribuyó notablemente a la formación cultural del país, como que fue literato de vasta preparación intelectual, científico investigador de la historia patria, cultivador severo de la lengua española, polígrafo eminente y escritor castizo de reconocida fama… Decreta: Artículo primero.- Lamentase la desaparición del doctor Luis Maria Mora y considerase su muerte como sensible pérdida para el departamento de Cundinamarca, del cual fue hijo predilecto… Artículo segundo.- Sométase la vida y la obra del doctor Luis Maria Mora a la consideración de los ciudadanos cundinamarqueses como un ejemplo digno de imitarse, por su consagración al estudio y por las provechosas y fecundas enseñanzas que dejan. 

Dado en Bogotá, a cinco de octubre de mil novecientos treinta y seis’’.
Luis María Mora, mantuvo correspondencia con importantes personajes contemporáneos a su época. Entre ellos, Miguel Abadía Méndez, Enrique Olaya Herrera, el Monseñor Rafael María Carrasquilla, Antonio Gómez Restrepo, José Antonio Osorio Lizarazo, Mariano Ospina V. y León de Greiff. 